# إيريك زافاليتا
إيريك زافاليتا (بالإنجليزية: Eriq Zavaleta)‏ مواليد 2 أغسطس 1992 في ويستفيلد، هو لاعب كرة قدم أمريكي يلعب مع نادي تورونتو كمدافع.

## وصلات خارجية
- إيريك زافاليتا على موقع الاتحاد الدولي (مؤرشف)  (الإنجليزية)
- إيريك زافاليتا على موقع الدوري الأمريكي (الإنجليزية)
- إيريك زافاليتا على موقع قاعدة بيانات كرة القدم.إي يو (الإنجليزية)
- إيريك زافاليتا على موقع ناشيونال فوتبول تيمز (الإنجليزية)
- إيريك زافاليتا على موقع Soccerbase.com (لاعب) (الإنجليزية)
- إيريك زافاليتا على موقع Soccerway.com (الإنجليزية)
- إيريك زافاليتا على موقع عالم كرة القدم.نت (الإنجليزية)
- إيريك زافاليتا على موقع AS.com (الإسبانية)